# Maison de glace de Saint-Pétersbourg
Ne doit pas être confondu avec Palais de glace Saint-Pétersbourg.
La maison de glace de Saint-Pétersbourg, ou palais de glace, est un édifice éphémère construit au XVIIIe siècle à l'instigation d'Anna Ivanovna afin de célébrer une victoire russe contre l'Empire ottoman. Des noces outrageuses sont également organisées pendant les festivités.

## Contexte et architecture

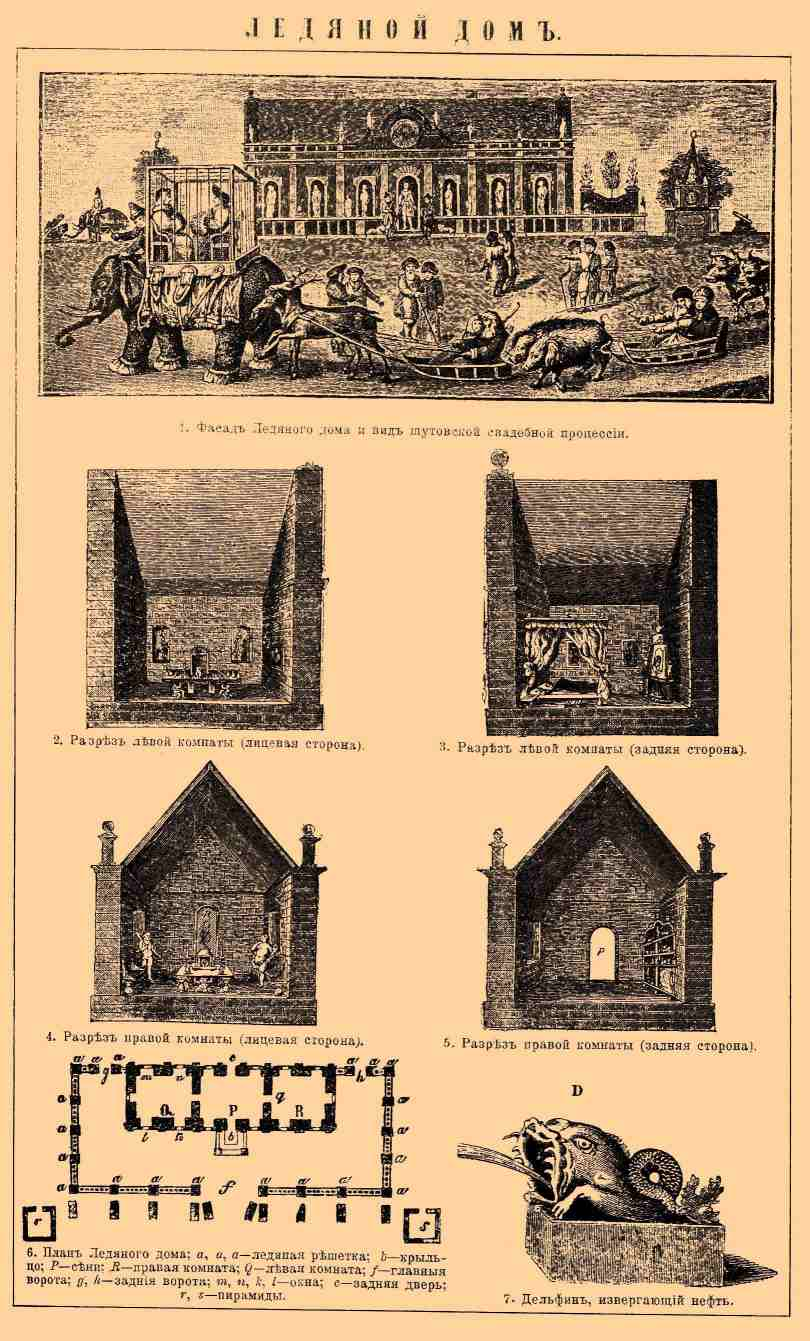
Plan de la maison.

Piotr Eropkine est chargé de concevoir le bâtiment lors de l'hiver 1739-1740, particulièrement rigoureux, sur l'ordre de la tsarine Anna Ivanovna. Il est construit sous la supervision de Georg Krafft, alors membre de l’Académie des sciences, qui en a laissé une description en omettant l'apport de l'architecte, décapité pour complot.
La maison se compose d'un rez-de-chaussée, d'un toit sans plafond et d'un balcon. Le vestibule et les deux chambres latérales possèdent des fenêtres constituées de fines couches de glace. Les blocs sont taillés dans de la glace pure et l'eau est utilisée comme ciment. Des orangers, des miroirs, une armoire d'angle et un lit sont disposés à l'intérieur. Les objets décoratifs eux-mêmes sont sculptés dans la glace, comme les pantoufles au pied du lit. Des automates sont disposés à l’extérieur, dont deux dauphins crachant du naphte enflammé.

## Humiliantes festivités

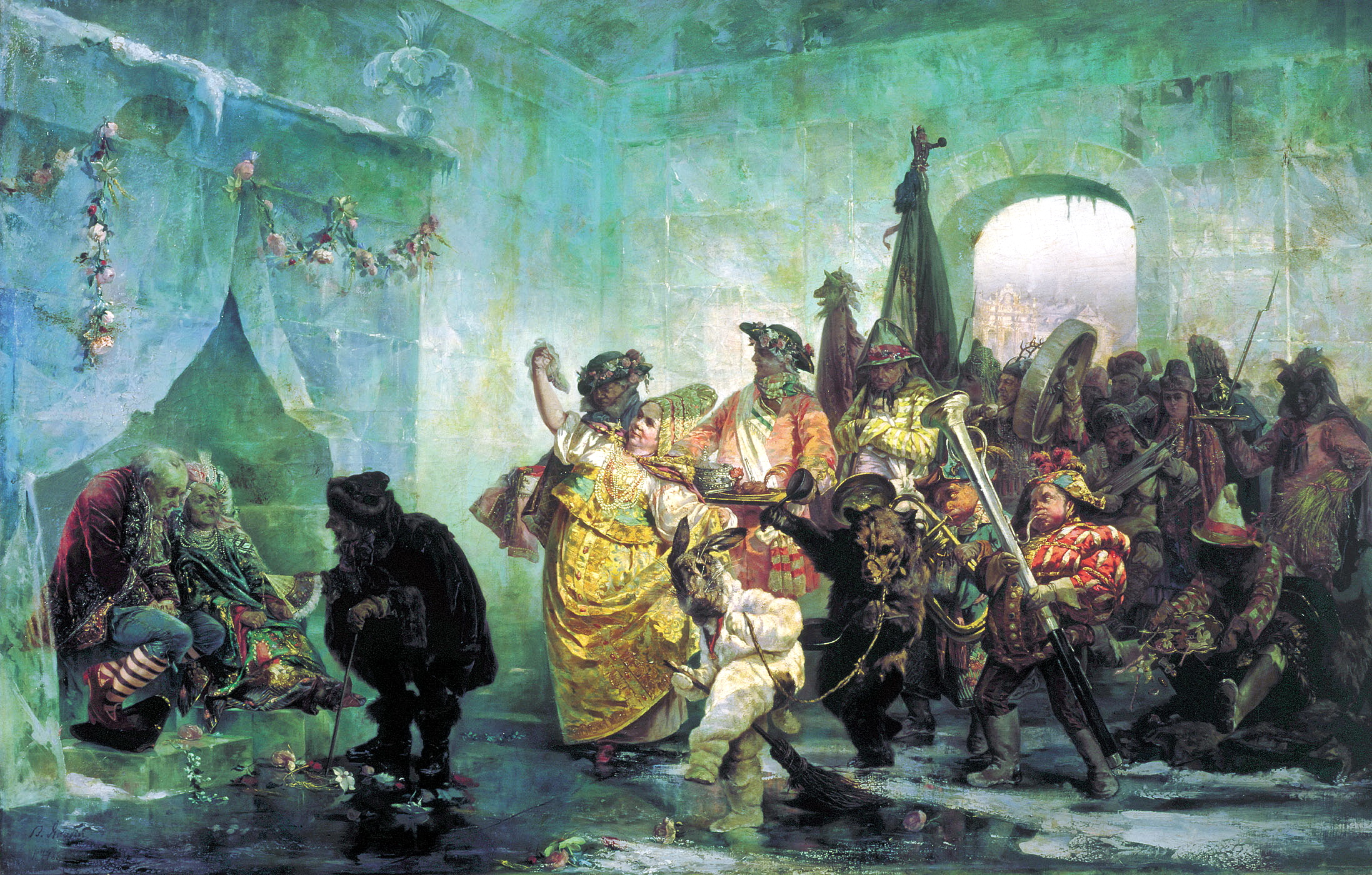
Peinture de Valery Jacobi.

Le 6 février 1740 sont organisées, en guise de punition, les noces entre le prince Golitsyne, rabaissé au rang de bouffon, et Avdotia Boujeninova, une servante kalmouk réputée pour sa laideur. La cérémonie, précédée d'un défilé de représentants des divers peuples de l'Empire en costumes traditionnels, constitue une mascarade qui se veut fastueuse et facétieuse. Mikhaïl Ossorguine, dans un bref récit intitulé Katka la naine publié en 1935, se livre à une satire de l'autoritarisme tsariste en dénonçant le traitement infligé à cette femme, classée au rang d'être stupide à cause de sa difformité, tournée en ridicule à des fins de divertissements cruels et injuriée sans prendre en compte sa sensibilité.  Ivan Lajetchnikov dépeint également cette histoire dans son roman de 1835, La maison de glace.